# 额济纳旗桃来机场
额济纳旗桃来机场是一個位於中國内蒙古额济纳旗的國內機場，按满足2020年旅客吞吐量8万人次目标设计，本期主要建设规模为：飞行区等级指标3C，新建1条长2000米的跑道、480平方米的航站楼，2个机位的站坪及空管、供油、公用配套等设施。2013年12月17日14：00分，从阿拉善左旗巴彦浩特机场起飞的“新舟60”飞机抵达额济纳旗桃来机场，标志着额济纳旗桃来机场正式通航。至此，额济纳旗航空、铁路、公路立体交通体系初步建成。

## 航点
| 航空公司 | 目的地     |
| -------- | ---------- |
| 幸福航空 | 阿拉善左旗 |